# Redécoupage des circonscriptions législatives françaises de 1867
Le redécoupage des circonscriptions législatives françaises de 1867 est le sixième découpage de la France en circonscriptions législatives. Publié en décembre 1867 par décret, il n'a été utilisé que pour les élections de 1869.
Pour ces troisièmes élections du Second Empire, Napoléon III décide comme en 1857 et en 1862 de modifier le découpage des circonscriptions : 33 départements et 37,3% des circonscriptions sont concernées bien que le nombre de députés n'augmente que de neuf unités. Ce découpage fait l'objet de critiques plus forte encore que le précédent.
Après la chute de Napoléon III, la Troisième République choisit en 1871 d'en revenir au scrutin plurinominal départemental, comme sous la Deuxième République. Le scrutin uninominal est cependant rétablit en 1875 par la majorité de droite, qui le pensait plus favorable à ses intérêts, ce qui conduit à nouveau redécoupage.